# Orden de precedencia
El orden de precedencia es el orden que asigna el protocolo a las autoridades, organismos o instituciones en actos oficiales, bajo la idea de precedencia, es decir, qué persona u organismo es prioritario sobre otro. Este orden está regulado por leyes o reglamentos de forma estricta, de manera que no haya lugar a discusión o conflicto. A nivel diplomático, la precedencia de los embajadores, generalmente está determinada por la antigüedad que tienen en ese país, es decir, por el orden cronológico de presentación de las cartas credenciales.
En las fuerzas armadas existe también un orden de precedencia, basado en el escalafón militar. Así existe también en la Iglesia, en la Nobleza y en otras organizaciones jerarquizadas.

## España
En España, el orden de precedencia en los actos oficiales está regulado por el real decreto 2099/83 y sus sucesivas modificaciones. Según este real decreto, los actos oficiales se clasifican en actos generales y especiales. Los primeros son aquellos organizados «por la Corona, Gobierno o la Administración del Estado, Comunidades Autónomas o Corporaciones Locales, con ocasión de conmemoraciones o acontecimientos nacionales, de las autonomías, provinciales o locales»; y los especiales son «los organizados por determinadas instituciones, organismos o autoridades, con ocasión de conmemoraciones o acontecimientos propios del ámbito específico de sus respectivos servicios, funciones y actividades».
En dichos actos oficiales, las autoridades pueden ser ordenadas de acuerdo a tres rangos:
- Individual o personal, en razón de su cargo.
- Departamental, referido a los ministerios.
- Colegiado, relativo al orden entre las instituciones y corporaciones.

Así mismo, existe un orden precedencia distinto en los actos oficiales de carácter general organizados por la Corona, el Gobierno o la Administración del Estado según se celebren en la villa de Madrid, «en su condición de capital del Estado y sede de las Instituciones generales», o en una comunidad autónoma. En el primer caso no se considera Madrid como incluida en la comunidad autónoma de Madrid. En ambos casos el orden establecido para los primeros puestos serían los siguientes, según el rango individual:
1. Rey o Reina.
2. Reina consorte o Consorte de la Reina.
3. Príncipe o Princesa de Asturias.
4. Infantes de España, y dentro de ellos, por orden de sucesión, o por edad, si no tienen derecho a la misma.
5. Presidente del Gobierno.
6. Presidente del Congreso de los Diputados.
7. Presidente del Senado.
8. Presidente del Tribunal Constitucional.
9. Presidente del Tribunal Supremo y del Consejo General del Poder Judicial.

En la redacción original del real decreto el décimo puesto, en Madrid y fuera de la villa, era para los vicepresidentes del Gobierno, según su orden. Pero una sentencia del Tribunal Supremo de 1986 intercambió, para los actos celebrados en el territorio propio de una comunidad autónoma, el puesto de los vicepresidentes (del 10.º al 11.º) con el del presidente de la comunidad autónoma donde se celebra el acto (del 11.º al 10.º). En el caso de los actos en la villa de Madrid, la misma sentencia colocó a los presidentes de comunidades autónomas por delante de los expresidentes del Gobierno.
Del mismo modo, por el rango colegiado la ordenación depende del lugar de celebración. Los primeros puestos son para el Gobierno de España seguido de la representación diplomática en España. En los actos en una comunidad autónoma el siguiente puesto sería para su Consejo de Gobierno, que en el caso de la villa de Madrid correspondería a la Mesa del Congreso (que ocuparía el cuarto puesto en una comunidad autónoma).

### Orden departamental
De acuerdo al rango departamental, los ministerios se ordenan según su fecha histórica de creación. Así el más antiguo sería el de Asuntos Exteriores, creado por Felipe V el 11 de julio de 1705. El orden en cada momento dependerá de la reestructuración de Gobierno vigente. Esta ordenación se aplicará a ministros, secretarios de Estado, subsecretarios y directores generales.

### Comunidades autónomas
El Real Decreto 2099/83, en su artículo 13, establece que los presidentes y consejeros de los gobiernos autonómicos y los presidentes de los parlamentos autonómicos se ordenan de acuerdo a la fecha de publicación de sus respectivos estatutos de autonomía, que son las siguientes:
| Fecha de publicación en el BOE | Comunidades autónomas                                             |
| ------------------------------ | ----------------------------------------------------------------- |
| 22 de diciembre de 1979        | País Vasco y Cataluña                                             |
| 28 de abril de 1981            | Galicia                                                           |
| 11 de enero de 1982            | Andalucía, Principado de Asturias y Cantabria                     |
| 19 de junio de 1982            | La Rioja y Región de Murcia                                       |
| 18 de julio de 1982            | Comunidad Valenciana                                              |
| 16 de agosto de 1982           | Aragón, Castilla-La Mancha, Canarias y Comunidad Foral de Navarra |
| 26 de febrero de 1983          | Extremadura                                                       |
| 1 de marzo de 1983             | Islas Baleares y Comunidad de Madrid                              |
| 2 de marzo de 1983             | Castilla y León                                                   |
| 14 de marzo de 1995            | Ceuta y Melilla                                                   |

En los casos de coincidencia de día, se ordenan según la fecha del último nombramiento del presidente. Lo mismo ocurre con los consejeros y presidentes de parlamentos autonómicos.
En el caso de la ordenación de las banderas se sigue también el criterio de la fecha de publicación del estatuto y en caso de coincidencia de fecha por el número de ley, siendo en este caso el orden siempre inamovible.